# Cleome eosina
Cleome eosina är en paradisblomsterväxtart som beskrevs av Macbride. Cleome eosina ingår i släktet paradisblomstersläktet, och familjen paradisblomsterväxter. Inga underarter finns listade i Catalogue of Life.